# Tritocosmia latecostata
Tritocosmia latecostata är en skalbaggsart som beskrevs av Leon Fairmaire 1879. Tritocosmia latecostata ingår i släktet Tritocosmia och familjen långhorningar. Inga underarter finns listade i Catalogue of Life.